# Stolp Oriental Pearl
Stolp Oriental Pearl (poenostavljeno kitajsko: 东方明珠电视塔; tradicionalno kitajsko: 東方明珠電視塔; pinjin: Dōngfāng Míngzhū diànshì tǎ; šanghajsko: Tonfån Mintsythah}}) je futuristični televizijski stolp v Ludžjadzuiju v Šanghaju. Zgrajen je bil med letoma 1991 in 1994 in je bil najvišja stavba na Kitajskem do dokončanja bližnjega Svetovnega finančnega centra leta 2007. Njegov status prve turistične atrakcije AAAAA v Šanghaju, edinstvena arhitektura, višina in petnajst razglednih ploščadi so ga spremenili v kulturno ikono mesta.

## Arhitektura
Zgornje nadstropje stolpa Oriental Pearl je visoko 351 metrov, kar skupaj s 137-metrsko anteno pomeni, da je stolp visok 468 metrov. Stolp je bil od leta 1994 do 2007 najvišja samostoječa struktura na Kitajskem in v Aziji, kasneje pa ga je presegel Canton Tower v Guangdžovu.

### Temelji
Stolp Oriental Pearl, ki stoji na bregovih reke Huangpu, stoji neposredno nasproti Bunda. Zaradi mehkih tal na tem območju so bili globoko v zemljo zasajeni veliki betonski stebri. Jeklene cevi in plošče so zagotavljale dodatno oporo. Ta tehnologija je bila kasneje uporabljena v bližnjem stolpu Jin Mao.

### Krogle
Tri velike kroglaste ploščadi so povezane s tremi stebri in dvigalom vmes. Po besedah oblikovalcev je bila zasnova, ki odraža kulturo Šanghaja, navdihnjena z Pipa Šing, pesmijo pesnika dinastije Tang Bai Džuja. Krogle, ki so bile zgrajene z uporabo integriranega jeklenega ogrodja, so prekrite z betonskimi ploščicami in laminiranimi rdečimi steklenimi ploščami.

### Opazovalna nadstropja
Stolp ima petnajst opazovalnih nadstropij. V spodnjih nadstropjih so na voljo številne ugodnosti, vključno z vrtečo se restavracijo, notranjim vlakcem smrti in muzeji. Več nadstropij, vključno z najvišjim, ima panoramska steklena tla. Med obema velikima kroglama je tudi hotel z 20 sobami, imenovan Vesoljski hotel.

## Zgodovina

### Načrtovanje
Začetna ideja o gradnji novega televizijskega stolpa v središču Šanghaja, da bi povečali zmogljivost in nadomestili staro infrastrukturo, je bila predstavljena v oddaji 25. avgusta 1983. 17. novembra istega leta je bil načrt izpopolnjen in predstavljen v šestem petletnem načrtu Shanghai Media Group. Stolp naj bi bil visok 400 metrov.
25. marca 1984 je bila ideja uradno predložena mestnemu kongresu, ki je izbral lokacijo v Ludžjadzuiju, območju, ki se zaradi gospodarskih reform hitro razvija. Odločitev je uradno potrdil Šanghajski urad za radio in televizijo 23. avgusta.
Oktobra 1986 je bil končni predlog, ki je vključeval zvišanje načrtovane višine stolpa na 468 metrov, predložen Nacionalni komisiji za načrtovanje, ki ga je odobrila januarja naslednje leto.
Septembra 1988 je bilo prejetih skupno 12 načrtov treh podjetij. Izbran je bil načrt Oriental Pearl Vzhodnokitajskega arhitekturnega inštituta za oblikovanje.

### Gradnja in odprtje
30. julija 1991 so bili položeni temelji stolpa in začela se je gradnja. 14. decembra 1993 je bil pokrit pokrov stolpa. Na praznik dela naslednje leto je bila antena nameščena po 11 dneh vzpona. Na državni praznik so bili notranji objekti dokončani in začeli obratovati, kar je označilo konec gradnje.
Stolp Oriental Pearl se je leto kasneje odprl za javnost in izvedel se je njegov prvi prenos, ki je vseboval pet televizijskih programov in radio.

## Vpliv

### Nagrade
Leta 1995 je stolp obiskalo 15 tujih voditeljev vlad. Leto kasneje je stolp obiskalo še 35 tujih voditeljev vlad in 30 skupin vladnih uradnikov na ravni zunanjih ministrov. Stolp je bil uvrščen na številne sezname, vključno z Desetimi najboljšimi novimi pokrajinami v Šanghaju, Desetimi najboljšimi novimi znamenitostmi v Šanghaju in seznamom AAAAA turističnih znamenitosti Kitajske.

### V popularni kulturi
Od odprtja je stolp Oriental Pearl kulturna ikona Šanghaja. Stolp je bil upodobljen v različnih umetniških delih in medijih ter vsako leto privabi milijone turistov.